# فرنسيسكو روجاس سان رومان
فرنسيسكو روجاس سان رومان (بالإسبانية: Francisco Rojas San Román)‏ هو مهندس كيميائي وسياسي مكسيكي، ولد في 3 أكتوبر 1958 في المكسيك، وتوفي في 6 فبراير 2018 في ناوكالبان دي خواريز في المكسيك. حزبياً، نشط في الحزب الثوري المؤسساتي. وقد انتخب عضو مجلس النواب المكسيك.